# Dionne Warwick
Dionne Warwick, geboren als Marie Dionne Warrick (East Orange (New Jersey), 12 december 1940) is een Amerikaanse zangeres. Ze is vooral bekend door haar werk met de songwriters en producers Burt Bacharach en Hal David.

## Biografie
Warwick werd in 1940 geboren in East Orange (New Jersey). Ze komt uit een muzikale familie. Haar vader was Mancel Leland Warrick, die gospelplaten promootte voor Chess Records, en haar moeder was Lee Drinkard, die manager was van het gospelgroepje van haar broers en zus, de Drinkard Singers. Die zus, Dionnes tante, is Emily Drinkard, beter bekend als Cissy Houston, de moeder van Whitney Houston. Samen met haar tante en haar zusje Dee Dee Warwick begon ze een zanggroepje, the Gospelaires genaamd.
Toen the Gospelaires meewerkten aan de opnames voor een nummer van the Drifters, kwam de songwriter van het nummer, Burt Bacharach, luisteren. Hier ontdekte hij Dionne, en nodigde haar uit om enkele demo's in te zingen. Haar eerste single, "Don't make me over", kwam uit in 1962 op het label Scepter Records. Op deze single stond haar naam verkeerd gespeld, "Warwick" in plaats van "Warrick". Ze besloot deze naam aan te houden. Ook haar zusje Dee Dee zou later de nieuwe spelling gaan gebruiken. Deze single was in Amerika een groot succes. Omdat haar nummers meteen werden gecoverd door artiesten als Cilla Black en Dusty Springfield, lukte het haar niet om de Britse markt te veroveren. Dit lukte haar pas met Anyone Who Had a Heart uit 1964, gevolgd door Walk on By. Later dat jaar brak de Britse invasie uit. Warwick was een van de weinige artiesten die de Britse invasie goed hadden doorstaan en nog steeds succesvol singles en lp's wist uit te brengen.

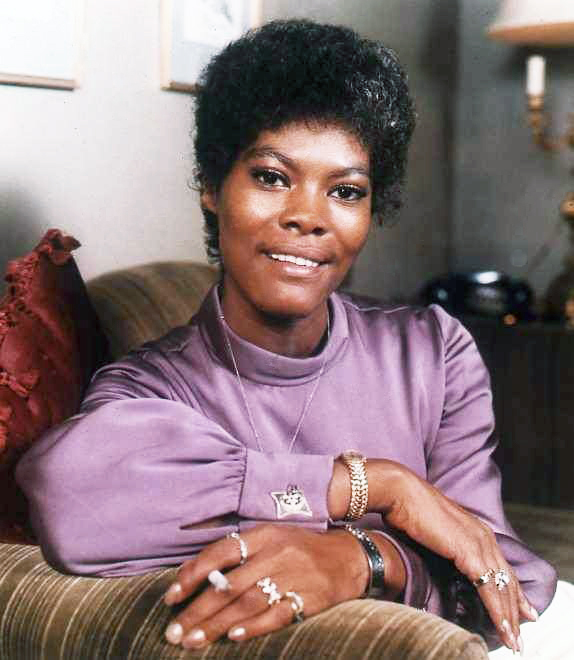
Dionne Warwick in 1973

In 1967 kwam (Theme From) Valley of the Dolls uit, de eerste single die niet was geschreven door David en Bacharach. De B-kant, I Say a Little Prayer, was wel van hun hand. De single en de daaropvolgende lp waren een groot succes in meerdere hitlijsten. Ook de daaropvolgende singles, als Do You Know the Way to San Jose, This Girl's in Love With You en I'll Never Fall in Love Again, waren grote successen. Ze kreeg zowel in 1968 als in 1970 een Grammy.
Van 1971 tot 1975 bracht ze platen uit onder de naam Dionne Warwicke en vertrok ze naar Warner Bros. Pictures. In 1973 gingen David en Bacharach uit elkaar, waardoor Dionne zonder haar tekstschrijvers zat en haar carrière een dip opliep.
In 1979 tekende ze bij Arista Records en bracht ze weer een succesvolle single uit, "I'll Never Love This Way Again", geschreven door Barry Manilow. Het bijbehorende album, Dionne, was haar eerste platina album. Voor het album kreeg ze haar derde Grammy. In 1982 werkte ze samen met de Bee Gees voor het album "Heartbreaker". De titeltrack werd een wereldwijde hit, evenals "All the love in the world".

In 1984 nam Warwick met Stevie Wonder enkele liedjes op voor het soundtrackalbum The Woman in Red. In 1985 verzamelde ze Bacharach, Elton John, Wonder en Gladys Knight om de single "That's What Friends Are For" uit te brengen. De opbrengsten van deze single zijn gegaan naar aidsonderzoek. Ook dit nummer werd een wereldwijde hit en bereikte in een aantal landen, waaronder Amerika, de nummer-een-positie. Het nummer Walk On By werd in 1988 gecoverd door de triphopgroep Smith & Mighty.
De daaropvolgende jaren bracht ze slechts enkele middelmatig verkopende albums uit en geen hitsingles. In 2013 zag Warwick zich genoodzaakt door geldproblemen uit de jaren 90 haar faillissement aan te vragen. Volgens Warwicks advocaat Daniel Stolz is het vooral een belastingschuld veroorzaakt door haar toenmalige manager.
Op 79-jarige leeftijd begon Warwick in 2020 aan haar afscheidstournee, Farewell Tour 'One Last Time', zou in 2020 Rotterdam en Antwerpen aandoen maar door het coronavirus werd dat uitgesteld naar mei 2022.

## Discografie

### Albums
| Album met eventuele hitnotering(en) in de Nederlandse Album Top 100 | Datum van verschijnen | Datum van binnenkomst | Hoogste positie | Aantal weken | Opmerkingen |
| ------------------------------------------------------------------- | --------------------- | --------------------- | --------------- | ------------ | ----------- |
| Friends                                                             | 1985                  | -                     | -               | -            |             |
| Heartbreaker                                                        | 1982                  | 23-10-1982            | 5               | 21           |             |
| From within                                                         | 1972                  | -                     | -               | -            |             |
| Soulful                                                             | 1969                  | -                     | -               | -            |             |

### Singles
| Single met eventuele hitnotering(en) in de Nederlandse Top 40 | Datum van verschijnen | Datum van binnenkomst | Hoogste positie | Aantal weken | Opmerkingen                                                                       |
| ------------------------------------------------------------- | --------------------- | --------------------- | --------------- | ------------ | --------------------------------------------------------------------------------- |
| Anyone who had a heart                                        | 11-1963               | 21-3-1964             | 5               | 6            |                                                                                   |
| Then came you                                                 | 1974                  | -                     |                 |              | met The Detroit Spinners / Nr. 28 in de Nationale Hitparade                       |
| I'll never love this way again                                | 1980                  | 08-03-1980            | 25              | 5            | Nr. 27 in de Nationale Hitparade / Nr. 20 in de TROS Top 50 / Alarmschijf         |
| Heartbreaker                                                  | 1982                  | 27-11-1982            | 5               | 8            | Nr. 5 in de Nationale Hitparade / Nr. 4 in de TROS Top 50                         |
| All the love in the world                                     | 1983                  | 22-01-1983            | 3               | 8            | Nr. 11 in de Nationale Hitparade / Nr. 4 in de TROS Top 50                        |
| That's what friends are for                                   | 1985                  | 09-11-1985            | 11              | 9            | met Friends / Nr. 13 in de Nationale Hitparade / Nr. 10 in de laatste TROS Top 50 |

### NPO Radio 2 Top 2000
| Nummers met noteringen in de NPO Radio 2 Top 2000 | '99  | '00  | '01  | '02  | '03  | '04  | '05  |
| ------------------------------------------------- | ---- | ---- | ---- | ---- | ---- | ---- | ---- |
| All the Love in the World                         | 1860 | -    | -    | -    | -    | -    | -    |
| Anyone Who Had a Heart                            | 1386 | 1586 | -    | -    | -    | 1745 | -    |
| Heartbreaker                                      | 1613 | 1496 | 1915 | 1860 | 1847 | 1735 | 1928 |
| What the World Needs Now Is Love                  | 1677 | 1751 | -    | -    | -    | -    | -    |

1. ↑  Een '-' betekent dat het nummer niet was genoteerd en een vetgedrukt getal geeft de hoogste notering van een nummer aan.
2. ↑  Deze tabel is bijgewerkt tot en met de meest recente editie (2024).

1. ↑  "Zangeres Dionne Warwick vraagt faillissement aan" NU.nl, 25 maart 2013. Gearchiveerd op 4 december 2022.

- Bibsys: 56684
- Biblioteca Nacional de España: XX878242
- Bibliothèque nationale de France: cb13901018f (data)
- CiNii: DA12465544
- Gemeinsame Normdatei: 131492675
- International Standard Name Identifier: 0000 0000 7827 3077
- KulturNav: 3b8f2709-daed-4046-9933-0c7260a4e0ee
- Library of Congress Control Number: n85058140
- MusicBrainz: 6784ee31-6d79-4a37-9e1f-01d6ef31940e
- National Archives and Records Administration: 10568668
- Nationale Bibliotheek van Tsjechië: ola2002159353
- Nationale bibliotheek van Australië: 35633256
- Nationale Bibliotheek van Israël: 987007372358505171
- Nationale Bibliotheek van Polen: a0000002233456
- Nationale en Universitaire bibliotheek Zagreb: 000068585
- Nederlandse Thesaurus van Auteursnamen: 071994572
- Istituto Centrale per il Catalogo Unico: UBOV510482
- SNAC: w6zk704t
- Système universitaire de documentation: 198611188
- Trove: 1022310
- Virtual International Authority File: 22329152
- WorldCat: E39PBJvmGpk8w76XVdyjkt7bVC